# Louis-Marie
Padre Louis-Marie Lalonde ( 1896, Quebec - 1978, ibíd. ) fue un sacerdote católico, naturalista canadiense. Estudió en el "Colegio y Seminario Nicolet".

## Algunas publicaciones

### Libros
- 1936. Hérédité: manuel de génétique. Volumen 4: Publications de l'Université libanaise: Section des sciences naturelles. Ed. Institut agricole d'Oka. 473 pp.
- 1944. La salicaire dans la Quebec. Ed. Institut agricole dʹOka. 46 pp.
- 1944. Le Problème de la Salicaire dans le Québec. 46 pp.
- 1944. L'Institut d'Oka: cinquantenaire 1893-1943 ; Ecole agricole, institut agronomique, école de médicine vétérinaire. 541 pp.
- 1950. Le botaniste-amateur en campagne: 10eme cours-a-domicile de l'i.a.o. 198 pp.
- 1955. Une bibliographie du Lotier (620 titres) (suivie d'une table des matières). Ed. Institut agricole dʹOka. 31 pp.
- 1961. Dutilliana I-IV. Graminées-cypéracées, saules et composées de la flore américaine arctico-boréale. N.º 14 de Contributions de l'Institut d'Oka. 46 pp.
- 1971. Les moines de mon plumage: les cisterciens de Notre-dame du Lac de 1881 a 1971 (au Canada) qui reposent dans la paix (Los monjes de mis plumas: los cistercienses de Nuestra Señora del Lago de 1881 a 1971 (en Canadá) que yacen en la paz). 300 pp.

## Honores

### Epónimos
- Reserva Ecológica Padre Louis-Marie, establecido el 12 de mayo de 1993.[1]

- La abreviatura «Louis-Marie» se emplea para indicar a Louis-Marie como autoridad en la descripción y clasificación científica de los vegetales.[2]